# FIFA Street 3
FIFA Street 3 är uppföljaren till FIFA Street 2 och det tredje spelet i FIFA Street-serien. Omslaget visas med den italienska stjärnan Gennaro Gattuso, den brasilianska stjärnan Ronaldinho och den engelska stjärnan Peter Crouch. Spelet är tillgängligt till Xbox 360, Xbox Live, Playstation 3 och Nintendo DS.